# Каменоломни

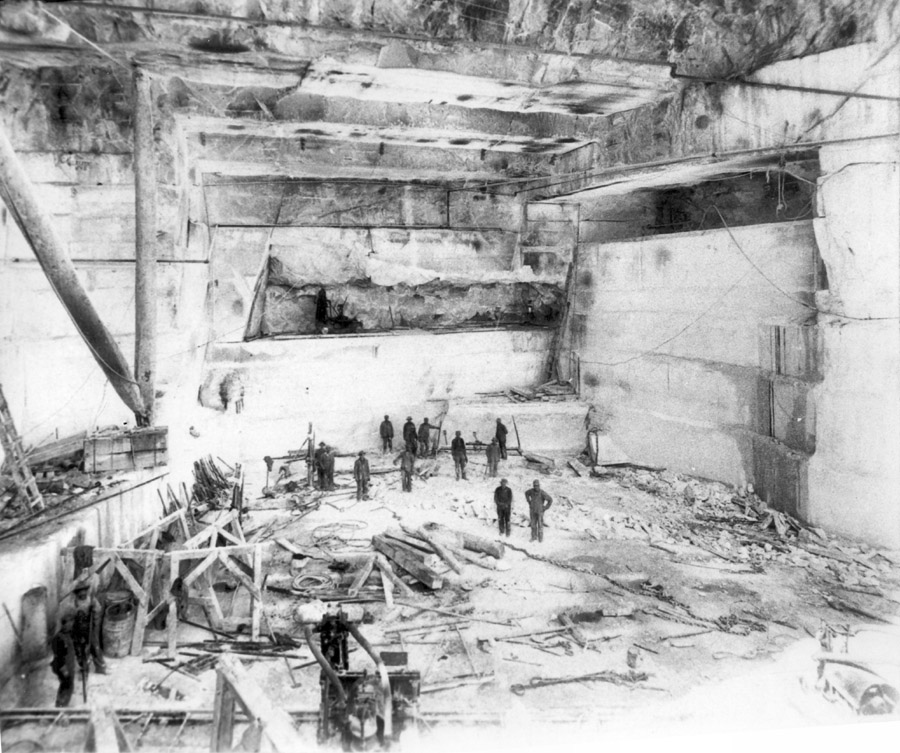
Каменоломня (1918 год)

Каменоло́мни — устаревший термин, обозначающий горные разработки строительных пород (известняка, мрамора, гранита, песчаника и других). Бывают открытого типа (называемые карьерами или разрезами) и закрытого типа (шахты и подземные пещеры). 

## История
В период развития человеческой цивилизации людям стали требоваться различные строительные материалы для обустройства различных областей своей жизни.
Места выломки или добычи естественных камней на земле производились и производятся различными способами, которые зависят от рода добываемой горной породы (слоистого и зернистого сложения), а также внешнего вида камней или их предназначения, форм и размеров.
На протяжении многих тысяч лет в каменоломнях использовались лишь ручные инструменты и рабский труд, позже стали использовать механический инструмент. В XVIII веке было освоено применение буровзрывных работ.
Каменоломни бывают открытые (называемые по-французски карьерами, или разрезами) и закрытые, (шахты и подземные пещеры). В открытых каменоломнях добыча производится под открытым небом, а в закрытых — под землёй.

## Примеры
В мире сохранилось множество старинных каменоломен: Катакомбы Рима и Подземные каменоломни Парижа существуют с античности; Старицкие каменоломни работают с XII века.